# Черкасов, Иван Иванович
Барон Ива́н Ива́нович Черка́сов (5 (16) января 1732, Астрахань — 29 октября (10 ноября) 1811, Санкт-Петербург) — русский вице-адмирал из рода Черкасовых. Сын барона Ивана Антоновича Черкасова.

## Биография
Родился 5 (16) января 1732 года в Астрахани, куда его отец, Иван Антонович, был сослан в царствование императрицы Анны Иоанновны. Взошедшая на престол императрица Елизавета Петровна, благоволившая соратникам своего отца, Петра I, вызвала Ивана Антоновича из ссылки в Санкт-Петербург, где 29 ноября 1741 года он был пожалован в действительные статские советники и назначен при дворе её величества «для отправления комнатных письменных дел».
В 1742 году И. А. Черкасов направил своих сыновей — Ивана и его старшего брата Александра — в Великобританию, где они слушали лекции в Кембриджском университете. В 1747 году Александр вернулся в Россию, а Иван остался в Кембридже, где учился навигации. В июне 1752 года Александр вторично приехал в Англию и уехал оттуда уже с братом.
После возвращения в Россию в 1752 году он был записан в лейб-гвардии Преображенский полк; 20 сентября 1756 года был произведён из сержантов в прапорщики. Отлично владея английским языком, Иван Иванович Черкасов занимался переводами с английского и сотрудничал в «Ежемесячных сочинениях»; в 1755 году им была написана статья «О человеческом милосердии, оказуемом подлейшего рода к животным».
В 1761 году жил в Москве. Однако известно, что к 28 июня 1762 года — моменту дворцового переворота, совершённого Екатериной II, он был уже штабс-капитаном 1-й мушкетёрской роты Преображенского полка (капитаном которой был император Пётр III) и флигель-адъютантом. В этом качестве он сопровождал Петра III, судорожно пытавшегося удержать власть, в плаванье на катере из Ораниенбаума в Кронштадт и обратно. Злые языки утверждали, что это был единственный выход барона в море, которому он был обязан нелестным прозвищем речной моряк (фр. marin d’eau douce. После низложения императора барон Черкасов вместе со своими однополчанами графом С. Р. Воронцовым, секунд-майором Воейковым и капитаном Измайловым был арестован.
В 1766 году барон жил в Санкт-Петербурге и даже принимал участие в избрании городского головы и депутата от столицы в екатерининскую Уложенную комиссию. Через пять лет Черкасов, бывший к тому времени уже капитаном, вышел в отставку из Преображенского полка с производством в бригадиры. Однако уже 22 февраля 1771 года он был назначен обер-штер-кригскомиссаром флота, а 31 декабря того же года — генерал-кригскомиссаром. В 1777 году барон Черкасов состоял членом Адмиралтейств-коллегии. В 1781 году, 15 января, ушёл в годовой отпуск. После возвращения на службу, 28 июня 1782 года он, будучи в звании генерал-казначея, был произведён в вице-адмиралы. Однако всего через полгода, 1 января 1783 года он подал в отставку и был уволен со службы с сохранением пожизненного жалованья.
Масон, член петербургской ложи «Горуса». В 1783 году при основании масонской ложи «Золотого ключа» в Перми стал её вторым надзирателем.
В 1784—1787 годах — Ямбургский уездный предводитель дворянства. Близость к Петру III не позволила Черкасову достичь больших высот при дворе императрицы Екатерины II. Барон имел голштинскую Аннинскую ленту в память приверженности своей к императору Петру III; с восшествием на престол императора Павла I, чтившего память своего отца, пенсия Черкасову была увеличена: с 15 декабря 1796 года она выросла до 3000 рублей.
После смерти жены барон Черкасов поселился в доме своего шурина князя А. М. Белосельского-Белозерского, у Аничкова моста, где скончался 29 октября (10 ноября) 1811 года. В конце жизни он до того впал в детство, что смешивал в одно блюдо весь приносимый ему обед и съедал его так. Погребён на старом Лазаревском кладбище Александро-Невской лавры.
Был женат (с 29 июля 1762 года) на княжне Елизавете Михайловне Белосельской'; брак был бездетным.